# Língua akha
Akha é a língua falada pelo povo Akha da província Yunnan do sul da China, leste de Myanmar (Shan), norte do Laos e norte da Tailândia.
O grupo de estudiosos ocidentais de Akha,  Hani e  Honi, tratamo os três como idiomas separados, mutuamente ininteligíveis, mas intimamente relacionados. As línguas hani são, por sua vez, classificadas no ramo Hanóico das línguas Loloish. Alternativamente, os lingüistas chineses consideram que todas as línguas Hani, incluindo Akha, são dialetos de uma única língua, de acordo com a China, que agrupa todos os falantes de línguas hanis numa só etnia.
Os falantes de Akha vivem em áreas montanhosas remotas, onde se desenvolveu em um continuum de dialetos de amplo alcance. Dialetos de vilarejos separados por dez quilômetros podem mostrar diferenças marcantes. A natureza isolada das comunidades de Akha também resultou em várias aldeias com dialetos divergentes. Dialetos de extremidades extremas do continuum e dialetos mais divergentes são mutuamente ininteligíveis.

## Variantes

### Laos
A tabela abaixo lista as variedades Akha pesquisadas em Kingsada (1999), Shintani (2001), e Kato (2008), com autônimos e locais de nascimento do informante dados também. Todos os locais estão em Província Phongsal], norte do Laos.
| Língua                     | Autônimo                    | Locais                                           | Fonte           |
| -------------------------- | --------------------------- | ------------------------------------------------ | --------------- |
| Ko-Pala                    | pa˧la˧ tsʰɔ˥ja˩             | Sen Kham , Khoua, Província Phongsaly            | Kingsada (1999) |
| Ko-Oma                     | kɔ˧ ɔ˥ma˩                   | Nana , Phongsaly , Província Phongsaly           | Kingsada (1999) |
| Ko-Phuso                   | kɔ˧ pʰɯ˥sɔ˧                 | Phapung Kao , Boun Neua, Província Phongsaly     | Kingsada (1999) |
| Ko-Puli                    | a˩kʰa˩ pu˧li˩               | Culaosaen Kao , Boun Tay , Província Phongsaly   | Kingsada (1999) |
| Chepya language\|Ko-Chipia | a˩kʰa˩ cɛ˩pja˩              | Sano Kao , Boun Tay, Província Phongsaly         | Kingsada (1999) |
| Ko-Eupa                    | ɯ˨˩pa˨˩                     | Cabe , Boun Tay , Província Phongsaly            | Shintani (2001) |
| Ko-Nyaü                    | a˩kʰa˩ ɲa˩ɯ˥                | Huayphot , Khoua, Província Phongsaly            | Shintani (2001) |
| Ko-Luma                    | lu˨˩ma˨˩                    | Lasamay , Samphanh , Província Phongsaly         | Shintani (2001) |
| Akha Nukui                 | a˨˩kʰa˨˩, nu˨˩ɣø˨˩ a˨˩kʰa˨˩ | Kungci , Nyot U , Província Phongsaly            | Kato (2008)     |
| Akha Chicho                | -                           | Ban Pasang , Muang Sing , Província Luang Namtha | Hayashi (2018)  |

Akha Chicho, falado na aldeia de Ban Pasang, distrito de Muang Sing, Província de Luang Namtha, está documentado em Hayashi (2018). Hayashi (2018: 8) relata que Akha Chicho é mutuamente inteligível com Akha Buli.

### China
Em Jinghong  e Menghai , os dois maiores subgrupos Hani são Jiuwei 鸠为 e Jizuo 吉坐. O Jizuo 坐 坐 é o maior subgrupo étnico Hani em Jinghong.
Os Jiuwei alegam ter migrado de Honghe e | Mojiang. Os Jiuwei vivem em várias aldeias em Jinghong, incluindo:
- Mengbozhai 寨 波 寨, cidade de Menghan 勐 罕 寨, Jinghong
- Agupu 阿古普 (também chamada Manwoke in 窝 科) em Leiwu 吴 吴, Mengsong Township 勐 宋, Jinghong
- Napazhai 寨 帕 寨 em Damenglong 大 勐 笼, Jinghong
- Baiya vila 村 牙 em Menghun 勐 混, Menghai (do subgrupo da língua Ake) vive em Lougu 村 固 村, localizado em Menghun 混 混 também.)
- Babingzhai 寨 丙 寨, Xidingshan 西 定 山, Menghai

Há também Hani étnicos que são localmente chamados Aini 尼 尼 que vivem em 7 aldeias na montanha Nanlin 山 山 do sudoeste de Jinghong; a saber Manbage 曼 八, Manjinglong 龙 景 龙, Manjingnan 曼 景 囡, Mangudu 曼 固 独, Manbaqi 曼 把 奇 , Manbasan 伞 伞 e Manjingmai 曼 景 卖.

## Fonologia
O dialeto Akha falado na aldeia de Alu, 55 quilômetros a noroeste da cidade de Chiang na província de Chian Rai, Tailândia é descrito abaixo em sua fonologia. Katsura conduziu seu estudo no final dos anos 1960. Com uma população de 400, era na época uma das maiores aldeias Akha no norte da Tailândia e ainda estava crescendo como resultado da migração trans-fronteiriça da Birmânia. Os Akhas em Alu não falavam a língua tailandesa e se comunicava com pessoas de fora usando a língua lahu ou a Shan.
O dialeto Alu tem 23 ou 24 consoantes, dependendo de como é analisada a sílaba nasal. O  / m̩ /, percebido como  [ˀm] ou  [m̥], pode ser analisado como uma consoante única separada ou como sequências de / ʔm / e / hm /. Katsura escolheu o último, mas listou o componente / m / da consoante silábica com as vogais.
|             |             | Labial | Alveolar | Palatal | Velar | Glotal |
| ----------- | ----------- | ------ | -------- | ------- | ----- | ------ |
| Nasal       | Nasal       | m      | n        | ɲ       | ŋ     |        |
| Oclusiva    | voiced      | b      | d        | ɟ       | ɡ     |        |
| Oclusiva    | tenuis      | p      | t        | c       | k     | ʔ*     |
| Oclusiva    | aspirada    | pʰ     | tʰ       | cʰ      | kʰ    |        |
| Fricativa   | Fricativa   |        | s        |         | x     | h      |
| Aproximante | Aproximante |        | l        | j       | ɣ     |        |

*Akha  / ʔ / é frequentemente descrita como uma glotal "tensa" em vez de uma verdadeira parada
Qualquer consoante pode começar uma sílaba, mas as sílabas nativas de Akha que não terminam em vogal podem ter no finas apenas  -m ou -ɔŋ. Porém, algumas palavras de empréstimo ecterno à língua foram observadas que terminam em -aŋ ou -aj. No caso de uma coda nasal, algumas vogais se tornam nasalizadas. Alu Akha distingue dez qualidades de vogal, contrastando vogais posteriores arredondadas e não arredondadas com três aberturas enquanto só as vogais anteriores dianteiras intermediárias contrastam redondeza.
|                 | Anterior    | Anterior        | Posterior   | Posterior |
| não-arredondada | arredondada | não-arredondada | arredondada |           |
| --------------- | ----------- | --------------- | ----------- | --------- |
| Fechada         | /i/         |                 | /ɯ/         | /u/       |
| Medial          | /e/         | /ø/             | /ə/         | /o/       |
| Aberta          | /ɛ/         |                 | /a/         | /ɔ/       |

Três vogais, /u/, /ɔ/ e /ɯ/, mostram nasalização acentuada quando seguida por uma consoante nasal se tornando /ũ/, /ɔ̃/ e /ɯ̃/, respectivamente.